# Rehabilitationszentrum für Hörgeschädigte
Im Rehabilitationszentrum für Hörgeschädigte in Rendsburg, Schleswig-Holstein, werden Rehabilitationen für Hörgeschädigte, Gehörlose und Spätertaubte durchgeführt. Es besteht seit 1983 und ist die einzige Einrichtung im deutschsprachigen Raum mit den Schwerpunkten ‚Kommunikation‘ und ‚Berufliche Rehabilitation‘.
Im Rehabilitationszentrum werden hörgeschädigte Erwachsene mit Verständigungsschwierigkeiten sowie Menschen mit Hörgeräten oder Cochleaimplantaten unterstützt, Folgeauswirkungen der Schwerhörigkeit bzw. Hörschädigung im sozialen und beruflichen Bereich zu verringern. Während der Rehabilitation wird nach einem ganzheitlichen Therapiekonzept gearbeitet, in dem die individuelle Situation der Betroffenen berücksichtigt wird.

## Ziele
Zielsetzung der Rehabilitationsmaßnahmen ist es, die kommunikativen Verständigungsmöglichkeiten und Handlungskompetenzen hörgeschädigter Menschen so weit wie möglich zu verbessern. Gleichzeitig sollen die Hörgeschädigten befähigt werden, ihre Interessen und Rechte in der sozialen Umwelt besser wahrnehmen zu können.
Die Hörgeschädigten sollen ihre Verständigungsmöglichkeiten erweitern, indem sie
- mehr Selbstsicherheit gewinnen,
- sich aktiv mit der Lebens- und Arbeitswelt auseinandersetzen,
- die verbliebenen Kommunikationsmöglichkeiten besser nutzen lernen,
- sich neue Kommunikationsmöglichkeiten erschließen.

Für die berufstätigen Rehabilitationsteilnehmer sollen Voraussetzungen geschaffen werden für
- den Erhalt des Arbeitsplatzes,
- die Erschließung eines Arbeitsplatzes,
- die berufliche Verbesserung und Anpassung,
- die berufliche Wiedereingliederung,
- weitere berufsfördernde oder rehabilitative Maßnahmen.